# Ismael Comas i Solanot
Ismael Comas i Solanot (Mequinensa, 1 de desembre de 1942) fou un futbolista de la Franja de la dècada de 1960.

## Trajectòria
L'any 1958, amb només 15 anys, debutà a la porteria del CD Mequinensa de tercera divisió. El mateix anys va rebre l'opció de fer una prova amb el FC Barcelona, que resultà satisfactòria. En total jugà nou temporades al Barça, entre 1958 i 1967, al juvenil, amateur, CD Comtal i al primer equip. Jugà amb les seleccions catalanes juvenil i amateur, així com amb la selecció espanyola militar, arribant a disputar el Mundial Militar de 1966 on acabà tercer. A primer equip no va poder disputar cap partit oficial, només amistosos, doncs a la porteria hi havia jugadors com Salvador Sadurní, amb només dos anys més que ell. Marxà al CE Sabadell, on va arribar a ser quart a primera divisió la temporada 1968-69, i com a conseqüència disputà la Copa de Fires la temporada següent. Acabà la seva carrera a la UE Sant Andreu, on jugà durant sis temporades. El dilluns 13 d'octubre de 1975 jugà amb una selecció catalana en el 75è aniversari del RCD Espanyol amb resultat favorable per a Catalunya de 2 a 3. Un cop retirat fou entrenador.